# Simone Tukker
Simone Tukker (Haren, 11 mei 1990) is een Nederlandse journaliste. Momenteel werkt ze als verslaggever binnenland voor het NOS Journaal.
Tukker is een dochter van profvoetballer Johan Tukker. Op vierjarige leeftijd verhuisde het gezin naar Helmond. Na haar middelbare school ging ze American Studies in Groningen studeren, met een master in journalistiek. Ze liep stage in de Verenigde Staten bij NOS-Amerikacorrespondent Wessel de Jong. Voor EenVandaag deed ze verslag van de Amerikaanse presidentsverkiezingen in 2016 en 2020. Hierna stapte ze over naar het NOS Journaal, waar ze verslaggever Binnenland werd.